# Ковари (Малопольське воєводство)
Ковари (пол. Kowary) — село в Польщі, у гміні Радземиці Прошовицького повіту Малопольського воєводства.
Населення — 332 особи (2011).
У 1975-1998 роках село належало до Краківського воєводства.

## Демографія
Демографічна структура станом на 31 березня 2011 року:
|          | Загалом | Допрацездатний вік | Працездатний вік | Постпрацездатний вік |
| -------- | ------- | ------------------ | ---------------- | -------------------- |
| Чоловіки | 171     | 37                 | 113              | 21                   |
| Жінки    | 161     | 33                 | 87               | 41                   |
| Разом    | 332     | 70                 | 200              | 62                   |